# Haworthia agnis
Haworthia agnis là một loài thực vật có hoa trong họ Măng tây. Loài này được Battista mô tả khoa học đầu tiên năm 2002.